# انقلاب نقیب‌الاشراف
انقلاب نقیب‌الاشراف یک نهضت به رهبری نقیب‌الاشرافِ شهر اورشلیم بود. درگیری میان مردم و دولت عثمانی و ینی‌چری بود. رهبر این شورش محمد بن مصطفی الحسینی الوفایی بود که نهایتاً دستگیر شد.